# Shouldham
Shouldham – wieś w Anglii, w hrabstwie Norfolk, w dystrykcie King’s Lynn and West Norfolk. Leży 56 km na zachód od Norwich i 134 km na północ od Londynu. Miejscowość liczy 608 mieszkańców.